# William Rotch, Jr. House

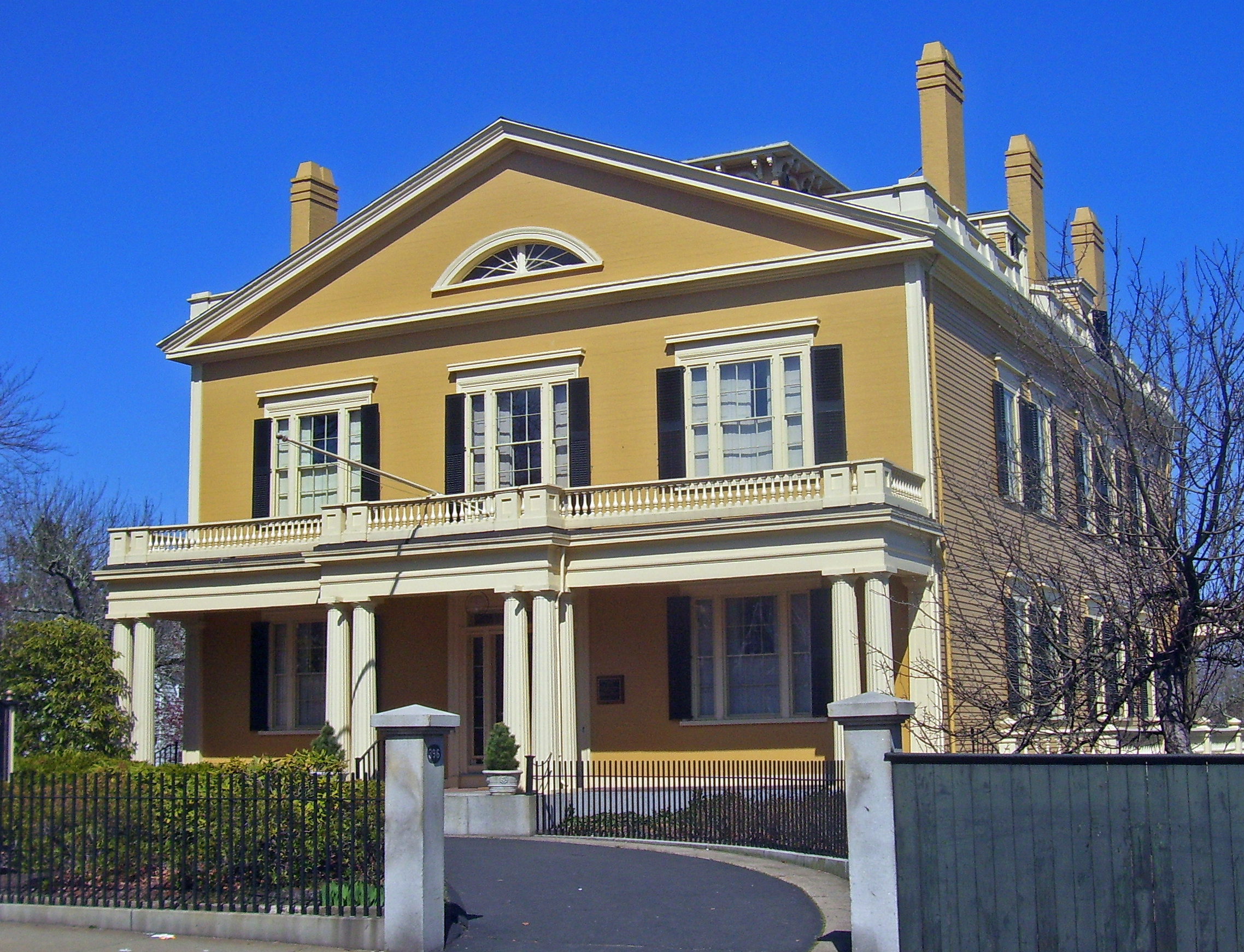
Westansicht des Hauses (2008)

Das William Rotch, Jr. House, heute das Rotch-Jones-Duff House and Garden Museum ist eine National Historic Landmark (NHL) in der County Street 396 in New Bedford, Massachusetts. Die drei Familien, deren Namen mit dem Haus verbunden sind, hatten alle enge Beziehungen zu der Walfangvergangenheit, die die Stadt im 19. Jahrhundert dominierte. Aus diesem Grund ist das Haus auch Bestandteil des New Bedford Whaling National Historical Park.
Richard Upjohn erbaute das Haus 1834 im Stil des Greek Revival für William Rotch, Jr. auf einem Grundstück in New Bedford, das Rotch von seinem Vater geerbt hatte. Es handelte sich um das erste von Upjohn gebaute Haus am Beginn einer langen Karriere. Rotch hatte auch einen Garten hinter dem Haus in Auftrag gegeben, der von den späteren Eigentümern allerdings wesentlich verändert wurde. Das Anwesen blieb bis 1981 im Privatbesitz, als es eine Gruppe örtlicher Denkmalschützer kaufte und anschließend als historisches Museum der Öffentlichkeit zugänglich machte. Es wurde im Jahre 2005 zu einer NHL und damit in das National Register of Historic Places eingetragen. Das Museum belehrt die Besucher nicht nur über den Walfang, sondern auch über die Umwelt und bezieht den Garten mit ein. Für die örtlichen Schulen gibt es integrierte Programme.

## Anwesen
Das Haus steht auf einem Block in New Bedford und wird von County, Madison, Joli Gonsalves und Seventh Street begrenzt. Das Grundstück hat eine Größe von einem Acre (rund 4000 m²) und bildet das Zentrum des County Street Historic Districts, wo sich eine Reihe von im 19. Jahrhundert entstandenen Wohnsitzen wohlhabender Einwohner befindet. Das zweistöckige, gelbe Gebäude ist ein drei auf fünf Joche umfassender Bau mit einer Vorderveranda und einem Balkon mit Balustrade an beiden Enden. Auf dem Dach sitzen mehrere hohe Kamine. Im Inneren sind die meisten der ursprünglichen Türen aus Mahagoni und deren Furnier aus Walnuss-Holz erhalten geblieben. Die Ecksteine und Sockel des Hauses haben elliptisch geformte Profile von der Art, die üblicherweise in Häusern des Greek Revival verwendet wurden. Die Fenstersprossen verfügen über ein gebördeltes Blattprofil und die gekachelten Deckengesimse und Medaillons sind ebenfalls mit fein gezogenen Ornamenten versehen.

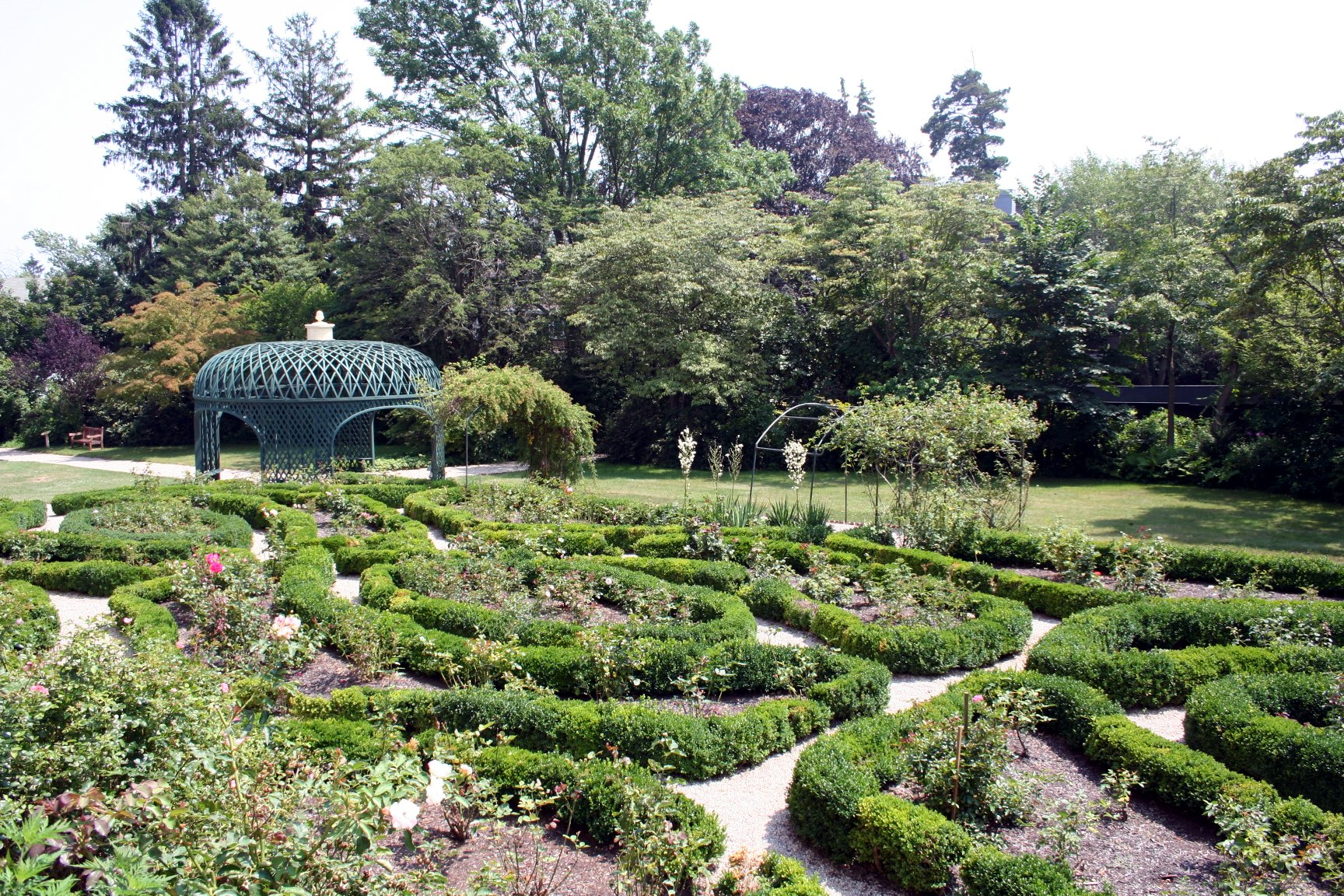
Der Garten

Eine runde Zufahrt führt zum Haus hin, das etwa 14 m von der Straße zurückgesetzt steht und dadurch die Nebengebäude ermöglicht. Der Garten vereint Elemente von allen drei seiner privaten Eigentümer: ein formeller Buchsbaumgarten mit hohen Drachenwurz, ein Buchsbaummustergarten, Schnittpflanzengarten und ein Waldland-Spazierweg mit einer aus dem 19. Jahrhundert stammenden Gitterwerk-Pergola.

## Geschichte
Joseph Rotch, der Großvater Williams, war einer der ersten Siedler in New Bedford, als dieses in den 1760er Jahren zu entstehen begann. Er hatte gemeinsam mit Joseph Russell erkannt, dass die Stadt günstig gelegen war, um ein Walfangzentrum zu werden, das auch das damalige Zentrum der Walfangindustrie in der Neuen Welt in Nantucket ablösen könne. Anders als an der Insel war der Hafen von New Bedford tief genug, damit ozeantaugliche Schiffe direkt bis an den Hafen fahren und ihre Ladung löschen lassen konnten.
Trotz einiger Rückschläge während der Amerikanischen Revolution und dem Krieg von 1812 wuchs die Walfangflotte der Stadt und hatte in den späten 1820er Jahren mit der von Nantucket gleichgezogen. Schiffskapitäne und Eigner wurden wohlhabend und bauten sich Häuser in der Gegend um die County Street. „Nirgends in ganz Amerika“, schrieb Herman Melville in seinem Buch Moby Dick, „kann man mehr Patrizierhäuser finden, sind die Parks und Gärten opulenter als in New Bedford“ Die Rotches, die vertikale Integration betrieben und an jeder Stufe des Walfang- und Verarbeitungsprozesses Anteil hatten, wurden sehr wohlhabend.
Der Sohn von Joseph, William Rotch, starb 1828 und hinterließ seinem eigenen Sohn William Jr. das Grundstück, auf dem das heutige Haus gebaut wurde. Drei Jahre später wurde das Erbe förmlich an den jüngeren Mann übertragen, der zu dem Zeitpunkt bereits selbst im bürgerlichen Leben der Stadt angesehen war, weil er an der Gründung von Banken und Schulen beteiligt war. Er engagierte den jungen aus England eingewanderten Richard Upjohn, um ein Haus auf dem Grundstück zu bauen und wies ihn an, den Bau bescheidener und zurückhaltender als die Nachbarn anzulegen, obwohl er nach seinem verstorbenen Vater und seinem Schwager der drittreichste Mann in der Stadt war. Als einer der Gründer der New Bedford Horticultural Society begann er mit dem Mustergarten auf dem hinteren Teil des Grundstückes.
1851 hatte New Bedford Nantucket als Zentrum des amerikanischen Walfangs abgelöst. In diesem Jahr kaufte Edward Coffin Jones, der aus Nantucket gebürtig nach New Bedford umgezogen ein erfolgreicher Schiffseigner wurde, das Haus zum Preis von 17.000 US-Dollar. Die Familie Jones erweiterte den Garten und baute die Pergola. Eine der Töchter, Amelia Hickling Jones, wohnte hier für die nächsten 85 Jahre und wurde eine der bedeutendsten Wohltäterinnen in der Stadt New Bedford, die sich allmählich vom Walfang auf die Textilindustrie verlagerte. Hickling Jones hatte keine Erben und so wurde das Anwesen 1935 nach ihrem Tod zum Kauf angeboten.
Mark Duff, ein Abkömmling von einer der Walfängerdynastien New Bedfords, die sich rechtzeitig in andere Geschäftsbereiche verlagert hatten, kaufte das Haus 1936. Unter der Anleitung der Landschaftsarchitektin Mrs. John Coolidge gestalteten die Duffs den Garten um und pflanzten mehr als 7000 Tulpenzwiebel. Sie fügten auch die Gehwege und die zierenden Pflanzenrabatten hinzu.
Die Duffs entschieden sich 1981, das Anwesen zu verkaufen. Es wurde dann von der Waterfront Area Historic LEague (WHALE) gekauft, einer örtlichen Bürgerinitiative, die sich dem Denkmalschutz verschrieben hat und eine wesentliche Rolle bei der Restaurierung und der Gründung des nahegelegenen New Bedford Historic Districts spielte. WHALEs Ziel war es, das Haus vor einer kommerziellen Erschließung zu schützen und es mit dem Garten gemeinsam in ein Museum zu verwandeln. Das Museum eröffnete 1983. 1996 wurde es das einzige Stadtanwesen außerhalb des New Bedford Historic Districts, das ein Bestandteil des New Bedford Whaling National Historical Parks wurde und im Februar 2006 wurden Haus und Garten selbst als National Historic Landmark eingetragen. Das Haus ist bedeutsam, weil es zum Vermächtnis der Walfangvergangenheit der Stadt gehört, weil es ein herausragendes Beispiel des Greek Revival ist und weil es sich um das erste von Upjohn gebaute Haus handelt.